# Case-Pilote
Case-Pilote  es una población y comuna francesa, situada en el departamento de Martinica, en el distrito de Saint-Pierre, cantón de Case-Pilote-Bellefontaine.

## Geografía
Ciudad de la costa  Caribe de Martinica , BoxDriver-está dispuesto a norte de la Fort-de-France. La ciudad se encuentra a unos 12 km de Fort-de-France.

## Demografía
|                        | 1.709 | 1.775 | 2.016 | 3.650 | 4.046 | 4.480 | 4.447 |
| según define el INSEE. |       |       |       |       |       |       |       |

## Economía
La tasa de desempleo en 1999 para la ciudad era de 24,2%.

## Personas relacionadas
- Victor Severo (1867-1957), político.
- Gerard Janvion, exjugador de fútbol profesional de AS Saint-Etienne y  equipo de Francia.